# Єфремово-Зиковська сільська рада
Єфре́мово-Зи́ковська сільська рада (рос. Ефремово-Зыковский сельский совет) — сільське поселення у складі Пономарьовського району Оренбурзької області Росії.
Адміністративний центр — село Єфремово-Зиково.

## Населення
Населення — 370 осіб (2019; 503 в 2010, 637 у 2002).

## Склад
До складу сільської ради входять:
| Населений пункт       | Населення, осіб (2002) | Населення, осіб (2010) |
| --------------------- | ---------------------- | ---------------------- |
| Єфремово-Зиково, село | 430                    | 345                    |
| Комісаровка, селище   | 34                     | 24                     |
| Сорокино, село        | 173                    | 134                    |